# Beata Sokołowska-Kulesza
Beata Sokołowska-Kulesza, née le 10 janvier 1974 à Gorzów Wielkopolski, est une kayakiste polonaise pratiquant la course en ligne.

## Palmarès

### Jeux olympiques
- 2004 à Athènes,  Grèce
  -  Médaille de bronze en K-2 500 m
- 2000 à Sydney,  Australie
  -  Médaille de bronze en K-2 500 m

### Championnats du monde
- 2005 à Zagreb,  Croatie
  -  Médaille d'argent en K-4 200 m
- 2003 à Gainesville,  États-Unis
  -  Médaille de bronze en K-2 200 m
  -  Médaille de bronze en K-2 500 m
  -  Médaille de bronze en K-4 500 m
- 2001 à Poznań,  Pologne
  -  Médaille d'argent en K-2 200 m
  -  Médaille d'argent en K-2 500 m
- 1999 à Milan,  Italie
  -  Médaille d'or en K-2 500 m
  -  Médaille d'argent en K-2 200 m
  -  Médaille de bronze en K-4 200 m
  -  Médaille de bronze en K-4 500 m

### Championnats d'Europe
- 2005 à Poznań,  Pologne
  - 5e place en K-2 500 m
- 2004 à Poznań,  Pologne
  - 4e place en K-2 500 m
- 2001 à Milan,  Italie
  -  Médaille d'argent en K-2 1 000 m
  -  Médaille de bronze en K-2 200 m
- 2000 à Poznań,  Pologne
  -  Médaille d'or en K-2 200 m
  -  Médaille d'or en K-2 500 m
  -  Médaille de bronze en K-2 1 000 m
- 1999 à Zagreb,  Croatie
  -  Médaille d'or en K-2 200 m
  -  Médaille d'or en K-2 500 m
  -  Médaille d'or en K-2 1 000 m